# Balão de diálogo

três balões de diálogo mais comuns (fala, pensamento e grito)

Balão de diálogo é uma convenção gráfica utilizada mais comumente em quadrinhos, tiras e cartoons  para permitir palavras (e muito raramente, imagens) deve ser entendida como representação de fala ou pensamentos de um determinado personagem nos quadrinhos. Há muitas vezes uma distinção formal entre o balão que indica pensamentos e aquele que indica palavras ditas em voz alta: o balão que indica pensamentos subjetivos é muitas vezes referido como um balão de pensamentos.

## Invenção
Não se sabe, ao certo, o criador dos balões de diálogo, porém anteriormente ao século XVIII (por volta do século XIII), era usada um antecessor dos balões: os filactérios. Essas etiquetas de pergaminho continham a fala de um personagem, escrita de forma sem que houvesse quebra de linhas.
A partir do século XVIII, começou-se a usar balões com palavras, substituindo a etiqueta de diálogo. Eram geralmente usadas em charges políticas. No século XX houve um enorme desenvolvimento da indústria do entretenimento, e a mesma começou a usar estes balões, até os dias atuais estes balões recheiam Histórias em Quadrinhos (BR)/Bandas Desenhadas (PT), mangás, charges, tiras, anedotas e outros tipos de imagem que queira se expressar verbalmente e não-verbalmente ao mesmo tempo.
The Yellow Kid é normalmente creditada como a pioneira no uso de balões de diálogo. Anteriormente nas histórias, as frases eram escritas na camisa amarela da personagem principal, um pouco mais tarde foram usados balões para conter as sentenças.

## Ordem
Os balões de diálogo seguem em geral uma ordem específica para serem lidos. Para melhor e mais rápida compreensão do texto. Esta ordem se diferencia em bandas desenhadas ocidentais e japonesas :
- banda desenhada ocidental: O primeiro balão a ser lido é o qual estiver mais a esquerda, desprezando se um balão estiver a cima do outro.

- banda desenhada japonesa: É o oposto, deve ser lido aquele que estiver mais á direita primeiro, também desprezando se um balão estiver a cima de outro.

Existem situações em que dois ou mais personagens no mesmo quadrinho possuam vários balões de diálogo, um em cima ou ligado ao outro, nesse caso, se lê, sim, de cima para baixo, alternando os balões dos personagens, mas sempre começando com o balão mais acima e mais à esquerda (hq)/direita (Mangá), e consecutivamente se seguindo para os balões à direita (BD)/esquerda (Mangá), e posteriormente ao balão abaixo do primeiro.